# Castell del Mar
El Castell del Mar, també dit Castell de Sageta, fou una fortalesa construïda per l'Orde del Temple durant l'hivern del 1227 al 1228, situada en un illot davant de la costa de Sidó. Posteriorment fou destruït i reconstruït diverses vegades i en l'actualitat, encara que està parcialment en ruïnes, es pot visitar.

## Història
La ciutat de Sidó està en la costa Mediterrània del Líban, que va ser un assentament dels fenicis en l'antiguitat. En un illot situat a 80 metres de la ciutat hi va haver un temple dedicat a Melcart, un déu fenici semblant a l'Hèracles dels grecs i probablement altres edificis importants. Al segle xiii els templers hi construïren una fortalesa, que fou una de les darreres en ser abandonades pels croats. L'any 1291, després de la caiguda d'Acre, alguns supervivents cercaren refugi en aquest castell i fou aquí on els templers escolliren Thibaud Gaudin com a nou mestre. Durant el setge que patí poc després, fou parcialment destruït per l'exèrcit dels mamelucs, els quals construïren un camí sobre arcs per accedir al castell des de la costa. Després d'això fou reconstruït, però més tard caigué en desús. Tornà a ser restaurat al segle xvii per l'emir Fakhr-ad-Din II, però tornà a quedar malmès durant altres ocupacions posteriors.

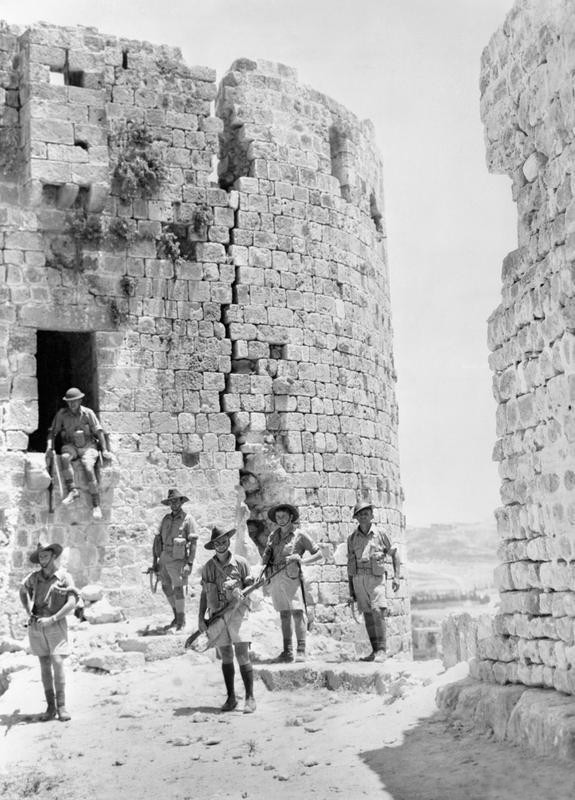
Tropes australianes ocupant el Castell del Mar l'any 1941, durant la campanya d'invasió britànica del Líban en la Segona Guerra Mundial.

Hi ha la possibilitat que en l'illa on està construït el castell hi haguessin les restes d'un palau reial d'època fenícia, que fou destruït per Assarhaddon, rei dels assiris, i per terratrèmols. Aquesta illa fou un refugi pels habitants de Sidó quan eren atacats. En les cròniques de Sennàquerib, un altre rei dels assiris, s'esmenta el Gran Sidó (la ciutat), la Petita Sidó (l'illot), i es diu també que tenien terres de pastures, cisternes i imponents fortificacions.

## Descripció
El castell en l'actualitat consisteix en dues torres connectades per un mur. En la construcció de la muralla exterior s'emparen columnes romanes com a reforços horitzontals, una solució sovint emprada en les fortificacions construïdes en antics assentaments romans. La torre occidental, de planta rectangular, situada a l'esquerra de l'entrada és la millor conservada de les dues. Hi ha una gran sala amb sostre de volta que conté capitells esculpits i on encara es guarden bales de canó rovellades. Una caixa d'escala dona la volta fins a arribar al terrat on hi ha una petita mesquita d'època otomana amb una cúpula. Des del terrat es pot observar la panoràmica de la ciutat de Sidó i el seu port. La torre oriental no està tan ben conservada i fou construïda en dues fases: la planta baixa data de l'època de les croades, mentre que el pis superior és de l'època del domini mameluc. Sota l'aigua, tot al voltant del castell s'han trobat restes fenícies: estructures de murs, columnes, esglaons, estàtues i cisternes que devien caure duran un terratrèmol.